# Cryphoeca thaleri
Cryphoeca thaleri is een spinnensoort uit de familie van de waterspinnen (Cybaeidae).
De wetenschappelijke naam van de soort werd in 1995 gepubliceerd door Jörg Wunderlich.